# Компютърни игри за Древен Египет
Древен Египет е сравнително малко експлоатиран в компютърните игри. Темата е използвана в игри, свързани с управление на градовете (Pharaoh, Cleopatra или Децата на Нил) или в приключенски игри като тези от серията Египет (enquêtes au temps des pharaons).
През 2003, Древен Египет е избран за място на действието в първата масивна онлайн ролева игра (MMORPG) без битки. Тази игра, A Tale in the Desert (Приказка в пустинята), предлага на играча да влезе в ролята на египетски търговец или артист и да се развива благодарение на талантите и изобретателността си. Героят може да помага в строежа на градовете, да участва в политическия живот на страната, да участва в създаването на законите.

## Компютърни игри, действието в които се развива в Древен Египет
- 1985, Долината на Царете (логическа екшън игра, MSX);
- 1987, Долината на Царете II (логическа екшън игра, MSX, MSX2);
- 1997, Египет 1156 пр. Хр.: Загадката на царската гробница (приключенска игра, PC, PSX, Mac, DVD);
- 1999, Фараон (управленска игра, PC);
- 2000, Клеопатра: Царицата на Нил (управленска игра, PC);
- 2000, Египет 2: Хелиополската пророчица (приключенска игра, PC, PSX, DVD);
- 2003, Аменофис: La Résurrection (приключенска игра, PC);
- 2003, Приказка в пустинята (MMORPG, PC);
- 2004, Египет 3: Съдбата на Рамзес (приключенска игра, PC, PSX);
- 2004, Децата на Нил (управленска игра, PC);
- 200?, Приказка в пустинята 2 (масивна онлайн ролева игра, PC).